# Gérard Rabinovitch
Gérard Rabinovitch é um filósofo e sociólogo francês, nascido em Paris em 1948. Ele é pesquisador no  CNRS, membro do CERSES (Centre de Recherche Sens, Éthique, Société) e pesquisador associado ao Centro de Pesquisa “Psychanalyse, médecine et société” da Universidade de Paris VII – Denis Diderot. Ele ensina em diversos estabelecimentos universitários franceses e é professor convidado da Faculdade de Filosofia e Ciências Humanas da Universidade Federal de Minas Gerais (FAFICH – UFMG) no Brasil.

## Biografia
Nascido em 1948, em Paris, Gérard Rabinovitch é filho do resistente Léopold Rabinovitch, membro da rede Carmagnole-Liberté dos FTP-MOI de Lyon, deportado como resistente para  Dachau, em 1944; e de uma « menina escondida », Anna, nascida Portnoï. É sobrinho do resistente Léon Rabinovitch, também membro da rede Carmagnole-Liberté dos FTP-MOI de Lyon, deportado com seu irmão Léopold para  Dachau.

## Filosofia
Gérard Rabinovitch situa suas pesquisas e seus escritos numa  tradição weberiana, articulada à filosofia política, particularmente aquela que foi construída a partir dos trabalhos da Escola de Frankfurt e de seus herdeiros ou vizinhos, particularmente Hannah Arendt,  Walter Benjamin,  Ernst Bloch, Siegfried Kracauer. Sua reflexão é alimentada por ideias da clínica psicanalítica e de sua antropologia implícita, mas também da história

### Um novo conceito: a «destrutividade», ferramenta para interpretar o nazismo e os genocídios
Gérard Rabinovitch chega à consistência do conceito de “destrutividade” baseando-se nas contribuições da sociologia fenomenológica (Georg Simmel) e da sociologia compreensiva (Max Weber) para o estudo das afetividades, no campo social. Ele se inspira na hipótese da “ pulsão de morte”, em sua versão heterodestrutiva (pulsão de destruição) que a psicanálise conceitualizou e que faz eco ao conceito kantiano de Mal radical. A noção de “destrutividade” revela-se um conceito fecundo para a interpretação do nazismo, que continua sendo um enigma da cultura ocidental. Em seu livro De la destructivité humaine, fragments sur le Béhémoth, Gérard Rabinovitch destaca e critica os limites do pensamento político, sociológico e filosófico, para pensar o nazismo sob a metáfora hobbesiana do Leviatã. Ele propõe retomar a questão do nazismo, na continuidade de Franz Neumann, sob o ângulo do Behemoth, o antônimo do  Leviatã. O Behemoth é um modelo de desorganização, de caos e do gozo criminoso. 
Gérard Rabinovitch analisa a “quimera” nazista, com sua heroicização da violência, com a valorização da agressividade e a liquidação de todas as normas morais. Essa “quimera” nazista é caracterizada pelas marcas do gangsterismo da ação, das festividades agrícolas de inspiração pagã do biologismo médico e da racionalidade instrumental. Graças a seu conceito de “destrutividade”, Gérard Rabinovitch discute e critica a tese central do sociólogo Zygmunt Bauman, particularmente em sua obra maior, uma vez que Bauman interpreta o nazismo sob o ângulo de uma racionalidade peculiar, a da razão instrumental e da ação instrumental. Em linguagem freudiana, Gérard Rabinovitch apresenta a proposta filosófica, segundo a qual o Leviatã designaria um estado de “laços mortíferos” por excesso de coações, enquanto o Behemoth designaria os “desenlaces tanatófilos”. O autor detalha, além disso, as nunaces entre laços e desenlaces de vida: “a distinção não passa pela alternativa laço/desenlace, mas pelo esquema mórbido ou pela dinâmica erótica que as anima”.. O conceito de destrutividade permite que Gérard Rabinovitch identifique, articule e pense as semelhanças e diferenças entre as condições de possibilidade e as modalidades práticas da  Shoah e do  genocídio dos Tutsis e dos Hutus moderados de Rwanda, em 1994. 
Gérard Rabinovitch atualmente continua suas pesquisas sobre o conceito de “destrutividade”, não só através de seus trabalhos sobre o nazismo, sobre o genocídio dos Tutsis e dos Hutus moderados em Rwanda, mas também sobre os marginais e as máfias, bem como sobre os efeitos-“rebote” do nazismo, nas manifestações de desintegração contemporânea do laço social.

### Uma ética da desilusão
Baseando-se nas reflexões e nos saberes freudianos, particularmente em  O Mal estar na civilização e em suas próprias descobertas ligadas ao conceito de “destrutividade”, Gérard Rabinovitch discute as consequências do caráter plástico da destruição, de sua capacidade de adaptação a situações históricas diversas, sem modificar, no entanto, sua natureza. Afrontando esta verdade desastrosa – a barbárie assombra a humanidade – Gérard Rabinovitch busca fixar as bases de uma ética da desilusão, uma ética que permita à pessoa humana construir barreiras contra a destrutividade que habita a espécie humana.

### Reflexões sobre o humor
Gérard Rabinovitch aprofunda e ilustra sua reflexão sobre a ética da Desilusão através de suas análises sobre o humor, verdadeira jóia do trabalho da cultura (Kulturarbeit) depositada no homem. Em seu livro Comment ça va mal? L'humour juif, un art de l'esprit, (Como vai mal? O humor judeu, uma arte do espírito) ele se propõe a pensar a especificidade do humor judeu, sinal e testemunho da cultura e da identidade judias, submetidas a uma tensão interna que lhes é própria, na articulação entre o desencantamento antropológico e a esperança messiânica. Mais recentemente, em sua obra Et vous trouvez ça drôle ?!... variations sur le propre de l'homme (E você acha graça nisso?!... variações sobre o que próprio do homem), Gérard Rabinovitch continua sua reflexão sobre o humor e sua vocação ética, a do bem dizer (bene-dição). 
Analisando as diferenças e as congruências entre as duas grandes tradições do humor, a do humor judeu e a do humor inglês, Gérard Rabinovitch traz novas luzes sobre as condições de possibilidade do humor e analisa seus efeitos de civilização e de emancipação lúcida. Através de suas pesquisas, Gérard Rabinovitch explora as mudanças de paradigma indispensáveis para que possa prosseguir o trabalho de decodificação e de “desembaraçamento” » do real contemporâneo. Sua obra visa articular a antropologia psicanalítica radical e as questões recorrentes da filosofia política clássica, tais como Leo Strauss e Claude Lefort as formularam. Gérard Rabinovitch estabelece os fundamentos epistemológicos e éticos de uma nova maneira de assumir nossa condição humana, no mundo contemporâneo.

## Obra

### Em Francês

#### Principais livros
- Éthique et environnement, direction de l'ouvrage, La Documentation Française, 1997.
- Questions sur la Shoah, éd. Milan, collection "Les essentiels", 2000.
- Le Sourire d’Isaac. L’humour juif comme Art de l’Esprit, éd. Mango/ ARTE éditions Paris, 2002.
- Abraham Joshua Heschel, un Tzaddiq dans la Cité, direction de la publication, Ed. du Nadir, collection "voix", Paris, 2004.
- Antijudaïsme et Barbarie, direction de la publication avec Shmuel Trigano, Éditions In Press, coll. Pardes n°38, 2005.
- Connaissance du Monde juif, direction de la publication avec Évelyne Martini, Éditions du CNDP/CRDP, coll. Documents, Actes et Rapports, Paris, 2008.
- Comment ça va mal ? : L'humour juif, un art de l'esprit, édition Bréal, 2009.
- De la destructivité humaine. Fragments sur le Béhémoth, PUF, 2009.
- Et vous trouvez ça drôle ?!... variations sur le propre de l'homme, édition Bréal, 2011.
- Terrorisme/Résistance. D’une confusion lexicale à l’époque des sociétés de masse, éd. Le Bord de l’eau, 2014, 72 p9,10.
- Les révolutions de Leonard Cohen direction de la publication avec Chantal Ringuet, Presses de l'Université du Québec, 2016, 292 p. (Canadian Jewish Literary Award 2017).
- Somnambules et Terminators. Sur une crise civilisationnelle contemporaine, éd. Le Bord de l’eau, 2016, 102 p.
- Leçons de la Shoah, éd.Réseau Canopé - Éclairer, 2018, 124 p.
- « Humour n'est pas sarcasme », in Rire sans foi ni loi? Rire des dieux rire avec les dieux, sous la direction de Frédéric Gugelot et Paul Zawadzki, éd. Hermann, collection "Questions sensibles", Paris, 2021, p. 233-247.
- « Avalanche »,  in Crise de l'autorité et de la vérité, désagrégation du politique, direction de la publication, éd Hermann, collection "Questions sensibles", Paris, 2022, 162 p. (ISBN 979-1-0370-1330-9).
- Philosophie clinique. Au chevet de l’animal parlant, éditions Hermann, Paris, 2024, 101 pages.  (ISBN 9791037038968).

#### Principais contribuições em obras coletivas
- « Dans un monde médusé », Robert Antelme, Essais et témoignages, Ed. Gallimard, Paris, 1996, p. 162-172.
- « De l'humour juif »,  in Enjeux d'histoire, jeux de mémoire, les usages du passé juif, sous la direction de Jean Marc Chouraqui, Gilles Dorival, Colette Zytnicki, ed. Maisonneuve & Larose, Paris, 2006, p.167-177.
- « Terrorisme et Résistance, la leçon d’Albert Camus », in Un monde en Trans (dir. Michel Wolkowicz), éd. EDK, Paris, 2009, pp. 56-73.
- « Nous avons eu de la chance… »/”We were lucky...”, livret – préface (bilingue français - English) au DVD documentaire "Figures humaines»/”Faces of humanity” de Rose Lallier et Élisabeth Logak, Les films de l'Amandier, 2011.
- « Fragments sur le Behemoth, notes autour d’un syntagme oxymorique », in Destins de la banalité du mal, dir. Michèle Irène Brudny, et Jean Marie Winkler, éd. de l’Éclat, 2011, pp. 51-72.
- « Camps de concentration et d’extermination », in Dictionnaire de la violence, dir. Michela Marzano, éd des PUF. Paris, 2011, p.183-191.
- « Destructivité », in Dictionnaire de la violence, dir. Michela Marzano, P.U.F., 2011, p.361-367.
- « Peut-on tout montrer? », in Mémoire et mémorisation, volume 1: De l'absence à la représentation, sous la direction de Denis Peschanski, édition Hermann,  Paris, 2013, p.145-158.
- « Locked-in syndrom, fragments sur le Behemoth (Vers une philosophie clinique) », in L’Homme démocratique, perspectives de recherche (dir. Maria Golebiewska, Andrzej Leder, Paul Zawadzki), éd. PeterLang, Frankfurt, Allemagne, 2014, p. 35-47.
- « Des praticiens dotés d’un regard d’éleveur », in Une médecine de mort  (dir. Jean Marc Dreyfus, Lise Haddad), éd. Vendémiaire, Paris, 2014, p. 139-168.
- « D'un trait mosaïque », catálogo da exposição Gérard Garouste et l'école des Prophètes, museu Chambon sur Lignon, éd. Artegalore, 2019, p. 28-39.

#### Principais artigos em revistas indexadas
- « Le trafiquant et ses caves », Travailler, revue internationale de psychopathologie et psychodynamique du Travail, n°7, Laboratoire de psychologie du travail, CNAM, Paris, dec 2001, p. 195-203.
- « Inquiète ton voisin comme toi-même », notes critiques sur Modernité et Holocauste de Zygmunt Bauman, Travailler, n°10, Revue internationale de psychopathologie et psychodynamique du travail, Laboratoire de Psychologie du Travail, CNAM, Paris, 2003, p. 163-184
- « Par la voie du Behemoth », Cliniques méditerranéennes, Revue de psychanalyse et de psychopathologie freudiennes, n° 75, Centre interuniversitaire de psychopathologie clinique, Université d’Aix en Provence, éd. Éres, 2007, p.227-246

### Em Português (Brasil)

#### Livros
- "Schoà : Sepultos nas Nuvens", Editora Perspectiva, coll. Khronos, São Paulo, Brasil, 2004.

#### Principais contribuições em obras coletivas
- "Reinterpretar o nazismo para pensar o contemporâneo: algumas pistas", in: Dimensões da violência : conhecimento, subjetividade e sofrimento psíquico (Mériti de Souza, Francisco Martins, José Newton Garcia de Araújo - organizadores). Casa do Psicólogo, São Paulo, Brasil, abril 2011, pp. 215-230.
- "Sobre uma permanéncia pagâ", in Diàlogos com Eugène Enriquez, A proposito da obra Da horda ao Estado, psicanalise do vinculo social, direction Vanessa Andrade de Barros, Teresa Cristina Carreteiro, Jacyara Rochael Nasciutti, José Newton Garcia de Araùjo, editora FI, Brésil, 2024, p.383-417. (ISBN 979-65-85958-27-1).

#### Principais artigos em revistas indexadas
- "Reinterpretar o nazismo para pensar o contemporâneo : algumas pistas", Psicologia em Revista, vol 8, n° 12, Faculdade de Psicologia da PUC Minas, Belo Horizonte, Brasil, 2002, p. 45-56.
- "On all power to thingify or the discourse of science", Clinical do social, in Pusional, revista de psicanàlise,  ano XVI, n° 169, Centro de psicanàlise, Sao Paolo, Brésil, 2003,  p.46-53.
- "Preocupa o teu próximo como a ti mesmo, notas criticas à modernidade e Holocausto", Agora, n° 2, vol. 6, Universidade Federal do Rio de Janeiro, Brasil, 2003, p.301-320.
- "Figuras da Barbárie", Psicologia em Revista, n°17, volume 11, Faculdade de Psicologia da PUC Minas, Belo Horizonte, Brasil, 2005, p.11-28.
- "Algumas confusões e anomias léxicas na época das sociedades de massa", Veredas do Direito, vol. 4, n° 7, Escola Superior de Direito Dom Helder Camara, Belo Horizonte, Brasil, out. 2007, p. 45-61.
- "Na via do Behemoth", Agora : Estudos em Teoria psicanalítica, Universidade Federal do Rio de Janeiro, Brasil, 2008, vol. XI, número 1 jan/jun, pp. 137-155.

### Em Inglês

#### Contribuições em obras coletivas
- "In a Petrified World", On Robert Antelme’s The Human Race, Ed. Northwestern University Press, Illinois, U.S.A., 2003, p. 131-138

### Em Alemão

#### Contribuições em obras coletivas
- "Von der versachlichenden, allmacht und vom wissenschtlichen denken", in Ethik und Wissenschaft in Europa (Die gesellschasftliche, rechtliche und philosophische Debatte), Verlag Karl Alber, 2000, seite 126-140, ISBN 978-3-495-47811-0

### Em Turco

#### Livros
- Terorizm mi? Direniș mi?* Dire Kitle Toplumları Çağında Bir Sözlük Karmașasına Dair, *SEL YAYINCILIK / RED KITAPLIĞI, Istanbul, 2016, Tradução: Ișik Ergüden, ISBN 978-2-13-056829-2.

### Em Polonês

#### Livros
- Nauki płinące z Zagłady, Wydawnictwo Akademickie DIALOG, Varsóvia, 2019, Tradução: Grażyna Majcher, ISBN 978-83-8002-798-5.

## Ordens honoríficas
- Cavaleiro da Ordem Nacional do Mérito (2013)
- Comendador da Ordem das Artes e Letras (2016)
- Oficial da Ordem das Palmas Académicas (2020)

## Concepção e direção editorial de sites da internet (Em Francês)
- Judaïsme et cultures juives, France 5 Éducation, 2007[10]
- Les enfants dans la Shoah, France 5 Éducation, 2009[11]